# برهماچاریا

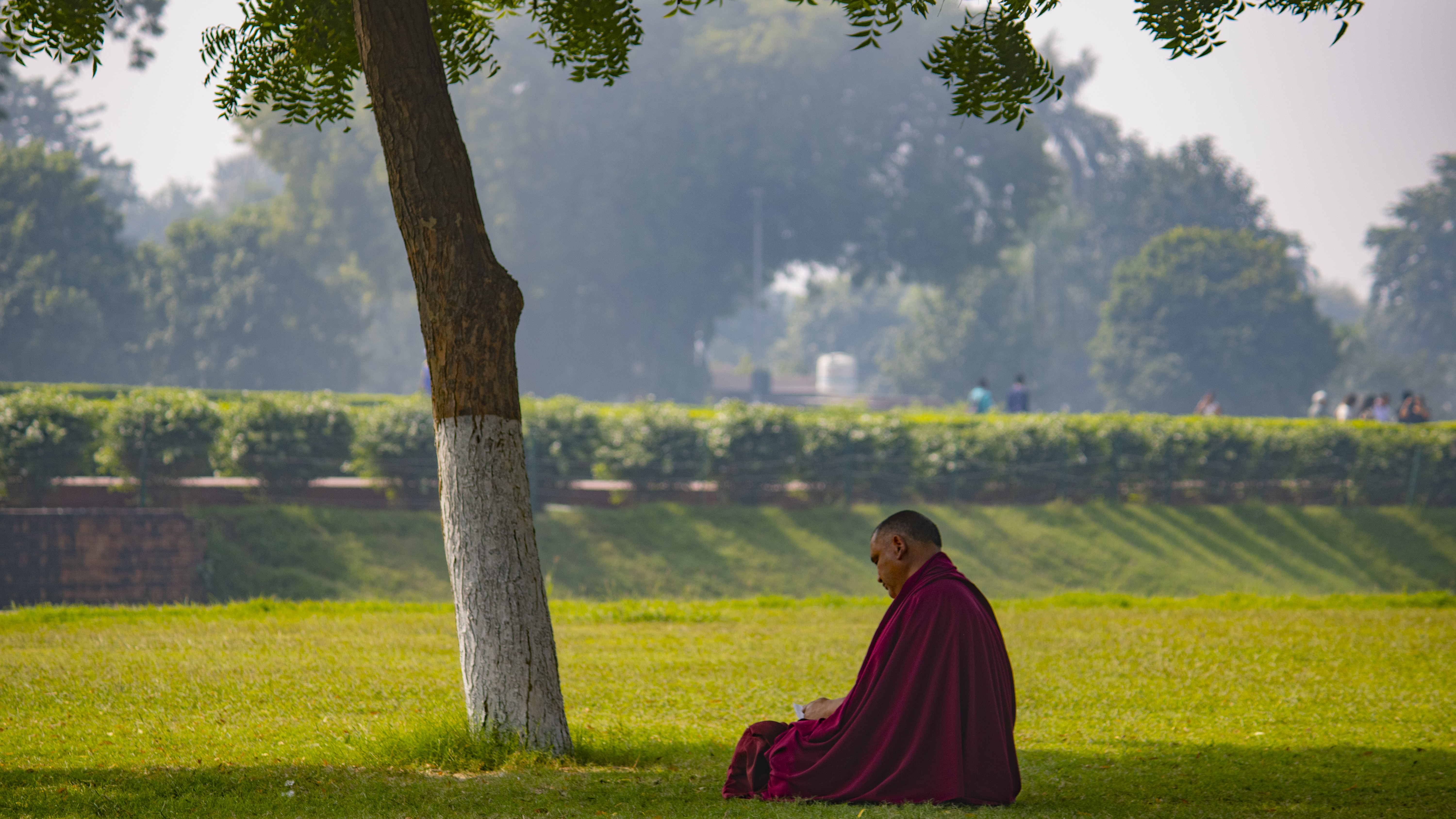
در حال برهماچاریا

برهماچاریا (سانسکریت: ब्रह्मचर्य) مفهومی در دین‌های هندی، یوگا، هندوئیسم، بودیسم و آیین جین است و به طور کلی به معنی پرهیزکاری و خویشتن‌داری است.
برهماچاریا یعنی استفاده درست و هوشمندانه از انرژی.
در سنت‌های رهبانی هندو، جین و بودایی، برهماچاریا، از جمله، بر کنار گذاشتن اجباری رابطه جنسی و ازدواج دلالت دارد. آن را برای تمرین معنوی راهب ضروری می‌دانند. تصورات غربی از زندگی مذهبی که در محیط‌های رهبانی انجام می‌شود این ویژگی‌ها را منعکس می‌کند.
در آیین‌های ذکرشده این‌گونه در نظر می‌گیرند که انرژی ما مانند یک مخزن آب محدود است. شما می‌توانید این آب را برای کارهای مختلفی مصرف کنید. برهماچاریا می‌آموزد که این انرژی، به‌ویژه انرژی حیاتی و جنسی، را هدر ندهیم و آن را به سمت اهداف بالاتر و سازنده‌تر هدایت کنیم. این اهداف می‌تواند شامل موارد زیر باشد:
رشد معنوی و روحانی: تمرکز انرژی برای رسیدن به خودآگاهی و آرامش درونی.
خلاقیت: استفاده از انرژی برای خلق آثار هنری، علمی یا هر کار خلاقانه دیگر.
سلامت جسم و روان: حفظ انرژی برای داشتن بدنی سالم و ذهنی متمرکز.
بنابراین، برهماچاریا فقط به معنای کنترل امیال جنسی نیست، بلکه به معنای خویشتن‌داری و میانه‌روی در تمام جنبه‌های زندگی است؛ از جمله در خوردن، خوابیدن، صحبت کردن و فکر کردن. هدف نهایی، جلوگیری از اتلاف انرژی و هدایت آن به سوی آگاهی و تعالی است.